# Bawm
Les Bawm sont un groupe ethnique :

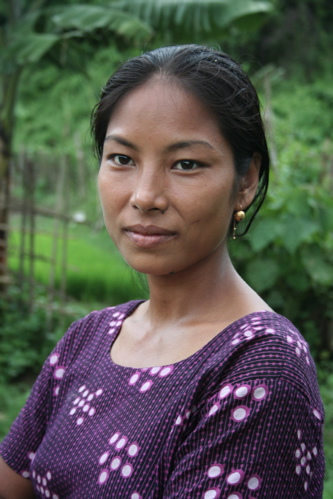
Jeune femme bawm à Chittagong Hill Tracts

- Du Bangladesh (région des Chittagong Hill Tracts), où ils étaient environ 5 800 en 1981;
- De Birmanie (état Chin), où ils étaient environ 3 600 en 2000;
- D'Inde (États du Mizoram, du Tripura et de l'Assam), où ils étaient un peu plus de 4 400 en 2004.

Au Bangladesh, au terme de l'accord de paix du 2 décembre 1997 qui a mis fin à plus de 20 années de conflit entre le gouvernement et les populations autochtones des Chittagong Hill Tracts, les Bawm  seront représentés au « Chittagong Hill Tracts Regional Council » qui sera chargé de l'administration des 3 districts constituant la région.
À la suite des efforts des missionnaires chrétiens britanniques depuis 1918, la majorité des Bawn est aujourd'hui convertie au christianisme.

## Langue
La langue bawm appartient au groupe dit « kuki-chin-naga » de la branche tibéto-birmane des langues sino-tibétaines.